# KCeasy
A KCeasy egy Microsoft Windows-ra írt peer-to-peer alkalmazás, mely a GiFT-et használja, mint egy "back end" alapot. A program jelenleg az OpenFT és a Gnutella hálózatokat támogatja.
Az előzetes 0.12 verzió (2004. április 17-én kiadva) támogatja FastTrack hálózatot, melyet a Kazaa és a Kazaa Lite is használ.
Ez később vissza lett vonva a hivatalos terjesztésből, miután a Kazaa, azaz a Sharman Networks szerzőjogi vitába bonyolódott, s fenyegetőzött, hogy pert dob a KCeasy fejlesztők nyakába (mivel a Sharman Networks fejlesztette ki a FastTrack-ot). Ettől függetlenül a KCeasy fejlesztői nem távolították el a FastTrack hálózat támogatását.
KCeasy egy nyílt forrású szoftver GPL-lel licencelve.

## Külső hivatkozások
- KCeasy hivatalos weboldala
- KCeasy SourceForge-os weboldala

1. ↑  KCeasy, Open Source Filesharing for Windows. [2006. augusztus 4-i dátummal az eredetiből archiválva].
2. ↑  KCeasy, Open Source Filesharing for Windows. [2008. február 10-i dátummal az eredetiből archiválva].